# Kőmíves Sándor (színművész, 1940–2006)
Ifj. Kőmíves Sándor (Budapest, 1940. december 23. – Budapest, 2006. március 3.) Jászai Mari-díjas (1989) magyar színész, rendező. Édesapja Id. Kőmíves Sándor színművész.

## Életpályája
Dédszülei Kőmíves Imre és Lukács Anna,  apai nagyapja  Baumann Károly, nagybátyja Kőmives Rezső, nagynénje Kőmíves Erzsi és édesapja Kőmíves Sándor. Valamennyien színészek voltak. Édesanyja Munkácsy Irén, Ódry Árpád leánya, a Vígszínház segédrendezője volt. 
A Színház- és Filmművészeti Főiskolán diplomázott, majd 1962-ben a győri Kisfaludy Színházhoz került. 1964-ben a Szegedi Nemzeti Színházban, 1966-ban a Pécsi Nemzeti Színházban lépett fel. 1981 és 1984 között a szolnoki Szigligeti Színházban szerepelt, 1985-től a Veszprémi Petőfi Színház művésze lett. Leginkább karakterszerepekben tűnt fel és rendezett ifjúsági előadásokat is.

## Fontosabb színházi szerepei
- En Marty (Illyés Gyula: Tiszták)
- Halál (Illyés Gyula: Dupla vagy semmi)
- Mester (Örkény István: Forgatókönyv)
- Gomböntő (Henrik Ibsen: Peer Gynt)
- Bányai (Schönthan testvérek – Kellér Dezső – Horváth Jenő – Szenes Iván: A szabin nők elrablása)
- Dromio; Fejedelem (William Shakespeare: Tévedések vígjátéka)
- Angus (William Shakespeare: Macbeth)
- Doktor, az intézet igazgatója (Drago Jančar: A nagy briliáns valcer)
- Martny (Móricz Zsigmond: Rokonok)
- Sam (Harold Pinter: Hazatérés)
- Chanteau (Georges Feydeau: Egy hölgy a Maximból)
- Portugál professzor (Mihail Afanaszjevics Bulgakov – Spiró György: Optimista komédia)
- Lerma gróf (Friedrich Schiller: Don Carlos)
- Talajkutató (Jean Giraudoux: Chaillot bolondja)
- Dózsa István (Sütő András: Az ugató madár)
- Scanlon (Ken Kesey – Dale Wasserman: Kakukkfészek)
- Siegfried ( Füst Milán: Negyedik Henrik király)
- Kántor (Bródy Sándor: A tanítónő)
- Saint-Marsan (Victorien Sardou – Émile Moreau: Szókimondó asszonyság)
- Gongoly Mihály (Mikszáth Kálmán – Szakonyi Károly: Szent Péter esernyője)
- Trauzner Lukács Páskándi Géza: Vendégség)
- A menekülttábor lakója; külpolos (Spiró György: Dobardan)

## Filmes és televíziós szerepek
- Hosszú levél (1968, tévéfilm) – Tóth tanácstitkár
- Kincskereső kisködmön (1972) – Tanító
- III. Richárd (1973) – Sir James Tyrrel
- Hatásvadászok  (1982) – Bubu, karmester
- Vadon (1988) – Barbacsi, volt törzsorvos, összekötő
- Szomszédok (1991, tévésorozat) – Elkeseredett vezető (108. részben)
- A körtvélyesi csíny (1995, tévéfilm) – Képviselő
- Kisváros (1997, tévésorozat) (Gyilkosság a hajón című rész)
- Valaki kopog (2000, tévésorozat) (Az írógép című rész)
- Másnap (2004)
- A fény ösvényei (2005) – Hajléktalan I.
- A tárca (2005) – Öregember
- Csudafilm (2005) – Dumás
- Sorstalanság (2005) – Fazekas
- Szőke kóla (2005, rövidfilm) – Öregember

## Szinkronszerepei

### Filmek
| Év   | Cím                                           | Szereplő        | Színész         | Szinkron év |
| ---- | --------------------------------------------- | --------------- | --------------- | ----------- |
| 1953 | Julius Caesar (1. magyar szinkron)            | Caesar Octavius | Douglass Watson | 1961        |
| 1954 | Az apacs harcos (2. magyar szinkron)          | N/A             | N/A             | 2001        |
| 1954 | Vörös és fekete (3. magyar szinkron)          | Castanede       | N/A             | 1998        |
| 1963 | Míg élek, énekelek (2. magyar szinkron)       | N/A             | N/A             | 2001        |
| 1967 | Ízig-vérig modern Millie (3. magyar szinkron) | Tea             | Philip Ahn      | 2004        |
| 1968 | Lopakodó hold (2. magyar szinkron)            | N/A             | N/A             | 1999        |
| 1972 | Boxcar Bertha – A lázadók ökle                | N/A             | N/A             | 2001        |
| 1986 | Keresztutak                                   | Isaac Zimmerman | Jan Rubes       | 1997        |
| 1987 | Csúcskölykök                                  | N/A             | N/A             | 2000        |
| 1990 | Az angyalok városa                            | N/A             | N/A             | 1995        |
| 1991 | Danielle Steel: Palomino                      | N/A             | N/A             | 1997        |
| 1993 | Két tojás száz bajt csinál                    | N/A             | N/A             | 1996        |
| 1994 | Száguldás                                     | N/A             | N/A             | 1998        |
| 1998 | A csodák evangéliuma                          | N/A             | N/A             | 2000        |
| 1998 | Paulie                                        | N/A             | N/A             | 1999        |
| 1999 | Kutyám, Jerry Lee 2.                          | Kövér Tommy     | J. J. Johnston  | 2000        |
| 2001 | Feltámadás                                    | N/A             | N/A             | 2005        |

### Sorozatok
| Év        | Cím                               | Szereplő             | Színész                    | Szinkron év |
| --------- | --------------------------------- | -------------------- | -------------------------- | ----------- |
| 1966      | Az Angyal V. (2. magyar szinkron) | Lord Cranmore        | Anthony Nicholls           | 1997        |
| 1986      | A kisasszony                      | José bácsi           | Milton Gonçalves           | 1994        |
| 1992      | A fejvadász I.                    | Meechum Papa         | Morgan Woodward            | 1997        |
| 1992      | A fejvadász I.                    | Eli Starke           | Brion James                | 1997        |
| 1993-1995 | Walker, a texasi kopó I-III.      | Ray Firewalker bácsi | Floyd „Red Crow” Westerman | 1998        |

### Animációs filmek
| Év   | Cím        | Szereplő       | Szinkronhang  | Szinkron év |
| ---- | ---------- | -------------- | ------------- | ----------- |
| 1997 | Anasztázia | Utas a vonaton | Charity James | 1998        |
| 2001 | Shrek      | Püspök         | Val Bettin    | 2001        |

## Díjai, elismerései
- Jászai Mari-díj (1989)